# UEFA 올해의 팀
UEFA 올해의 팀(UEFA Team of the Year)은 2001년부터 매년 유럽 축구 연맹(UEFA) 공식 홈페이지에서 실시하는 인터넷 투표를 통해 수여하는 축구상이다. 유럽 클럽과 국가대표팀에서 뛰고 있는 선수 11명으로 구성된다. 2001년부터 2011년까지는 선수 11명과 감독을 인터넷 투표로 결정했지만 2012년부터는 선수 11명만을 인터넷 투표로 결정하고 있다.

## 2001년 올해의 팀
| 선수                | 소속팀                        |
| ------------------- | ----------------------------- |
| 산티아고 카니사레스 | 발렌시아                      |
| 코스민 콘트라       | 데포르티보 알라베스 / AC 밀란 |
| 사미 휘피애         | 리버풀                        |
| 파트리크 안데르손   | 바이에른 뮌헨 / 바르셀로나    |
| 빅상트 리자라쥐     | 바이에른 뮌헨                 |
| 데이비드 베컴       | 맨체스터 유나이티드           |
| 파트리크 비에라     | 아스널                        |
| 지네딘 지단         | 유벤투스 / 레알 마드리드      |
| 킬리 곤살레스       | 발렌시아                      |
| 티에리 앙리         | 아스널                        |
| 다비드 트레제게     | 유벤투스                      |

- 감독:  제라르 울리에 ( 리버풀)

## 2002년 올해의 팀
| 선수                | 소속팀                           |
| ------------------- | -------------------------------- |
| 뤼슈튀 레치베르     | 페네르바흐체                     |
| 카를레스 푸욜       | 바르셀로나                       |
| 알레산드로 네스타   | AC 밀란                          |
| 크리스티안 키부     | 아약스                           |
| 호베르투 카를루스   | 레알 마드리드                    |
| 클라렌서 세이도르프 | 인테르나치오날레 / AC 밀란       |
| 미하엘 발라크       | 바이어 레버쿠젠 / 바이에른 뮌헨  |
| 지네딘 지단         | 레알 마드리드                    |
| 데이미언 더프       | 블랙번 로버스                    |
| 티에리 앙리         | 아스널                           |
| 호나우두            | 인테르나치오날레 / 레알 마드리드 |

- 감독:  셰놀 귀네슈 ( 터키 축구 국가대표팀)

## 2003년 올해의 팀
| 선수               | 소속팀              |
| ------------------ | ------------------- |
| 잔루이지 부폰      | 유벤투스            |
| 파울루 페헤이라    | 포르투              |
| 알레산드로 네스타  | 라치오 / AC 밀란    |
| 파올로 말디니      | AC 밀란             |
| 호베르투 카를루스  | 레알 마드리드       |
| 루이스 피구        | 레알 마드리드       |
| 데이비드 베컴      | 맨체스터 유나이티드 |
| 지네딘 지단        | 레알 마드리드       |
| 파벨 네드베트      | 유벤투스            |
| 티에리 앙리        | 아스널              |
| 뤼트 판 니스텔로이 | 맨체스터 유나이티드 |

- 감독:  조제 모리뉴 ( 포르투)

## 2004년 올해의 팀
| 선수                | 소속팀              |
| ------------------- | ------------------- |
| 잔루이지 부폰       | 유벤투스            |
| 카푸                | AC 밀란             |
| 알레산드로 네스타   | AC 밀란             |
| 히카르두 카르발류   | 포르투 / 첼시       |
| 애슐리 콜           | 아스널              |
| 크리스티아누 호날두 | 맨체스터 유나이티드 |
| 마니시              | 포르투              |
| 호나우지뉴          | 바르셀로나          |
| 파벨 네드베트       | 유벤투스            |
| 티에리 앙리         | 아스널              |
| 안드리 셰우첸코     | AC 밀란             |

- 감독:  조제 모리뉴 ( 포르투)

## 2005년 올해의 팀
| 선수            | 소속팀     |
| --------------- | ---------- |
| 페트르 체흐     | 첼시       |
| 카푸            | AC 밀란    |
| 존 테리         | 첼시       |
| 카를레스 푸욜   | 바르셀로나 |
| 파올로 말디니   | AC 밀란    |
| 루이스 가르시아 | 리버풀     |
| 스티븐 제라드   | 리버풀     |
| 호나우지뉴      | 바르셀로나 |
| 파벨 네드베트   | 유벤투스   |
| 사뮈엘 에토     | 바르셀로나 |
| 안드리 셰우첸코 | AC 밀란    |

- 감독:  조제 모리뉴 ( 첼시)

## 2006년 올해의 팀
| 선수              | 소속팀                   |
| ----------------- | ------------------------ |
| 잔루이지 부폰     | 유벤투스                 |
| 잔루카 참브로타   | 유벤투스 / 바르셀로나    |
| 파비오 칸나바로   | 유벤투스 / 레알 마드리드 |
| 카를레스 푸욜     | 바르셀로나               |
| 필리프 람         | 바이에른 뮌헨            |
| 스티븐 제라드     | 리버풀                   |
| 세스크 파브레가스 | 아스널                   |
| 카카              | AC 밀란                  |
| 호나우지뉴        | 바르셀로나               |
| 티에리 앙리       | 아스널                   |
| 사뮈엘 에토       | 바르셀로나               |

- 감독:  프랑크 레이카르트 ( 바르셀로나)

## 2007년 올해의 팀
| 선수                  | 소속팀                     |
| --------------------- | -------------------------- |
| 이케르 카시야스       | 레알 마드리드              |
| 다니 아우베스         | 세비야                     |
| 알레산드로 네스타     | AC 밀란                    |
| 존 테리               | 첼시                       |
| 에리크 아비달         | 올랭피크 리옹 / 바르셀로나 |
| 크리스티아누 호날두   | 맨체스터 유나이티드        |
| 스티븐 제라드         | 리버풀                     |
| 카카                  | AC 밀란                    |
| 클라렌서 세이도르프   | AC 밀란                    |
| 즐라탄 이브라히모비치 | 인테르나치오날레           |
| 디디에 드로그바       | 첼시                       |

- 감독:  알렉스 퍼거슨 ( 맨체스터 유나이티드)

## 2008년 올해의 팀
| 선수                | 소속팀              |
| ------------------- | ------------------- |
| 이케르 카시야스     | 레알 마드리드       |
| 세르히오 라모스     | 레알 마드리드       |
| 카를레스 푸욜       | 바르셀로나          |
| 존 테리             | 첼시                |
| 필리프 람           | 바이에른 뮌헨       |
| 크리스티아누 호날두 | 맨체스터 유나이티드 |
| 사비 에르난데스     | 바르셀로나          |
| 세스크 파브레가스   | 아스널              |
| 프랑크 리베리       | 바이에른 뮌헨       |
| 리오넬 메시         | 바르셀로나          |
| 페르난도 토레스     | 리버풀              |

- 감독:  알렉스 퍼거슨 ( 맨체스터 유나이티드)

## 2009년 올해의 팀
| 선수                  | 소속팀                              |
| --------------------- | ----------------------------------- |
| 이케르 카시야스       | 레알 마드리드                       |
| 다니 아우베스         | 바르셀로나                          |
| 존 테리               | 첼시                                |
| 카를레스 푸욜         | 바르셀로나                          |
| 파트리스 에브라       | 맨체스터 유나이티드                 |
| 크리스티아누 호날두   | 맨체스터 유나이티드 / 레알 마드리드 |
| 사비 에르난데스       | 바르셀로나                          |
| 카카                  | AC 밀란 / 레알 마드리드             |
| 안드레스 이니에스타   | 바르셀로나                          |
| 리오넬 메시           | 바르셀로나                          |
| 즐라탄 이브라히모비치 | 인테르나치오날레 / 바르셀로나       |

- 감독:  주제프 과르디올라 ( 바르셀로나)

## 2010년 올해의 팀
| 선수                | 소속팀                |
| ------------------- | --------------------- |
| 이케르 카시야스     | 레알 마드리드         |
| 마이콩              | 인테르나치오날레      |
| 제라르드 피케       | 바르셀로나            |
| 카를레스 푸욜       | 바르셀로나            |
| 애슐리 콜           | 첼시                  |
| 크리스티아누 호날두 | 레알 마드리드         |
| 사비 에르난데스     | 바르셀로나            |
| 베슬러이 스네이더르 | 인테르나치오날레      |
| 안드레스 이니에스타 | 바르셀로나            |
| 리오넬 메시         | 바르셀로나            |
| 다비드 비야         | 발렌시아 / 바르셀로나 |

- 감독:  조제 모리뉴 ( 인테르나치오날레 /  레알 마드리드)

## 2011년 올해의 팀
| 선수                | 소속팀        |
| ------------------- | ------------- |
| 이케르 카시야스     | 레알 마드리드 |
| 다니 아우베스       | 바르셀로나    |
| 제라르드 피케       | 바르셀로나    |
| 치아구 시우바       | AC 밀란       |
| 마르셀루            | 레알 마드리드 |
| 아르연 로번         | 바이에른 뮌헨 |
| 사비 에르난데스     | 바르셀로나    |
| 안드레스 이니에스타 | 바르셀로나    |
| 가레스 베일         | 토트넘 홋스퍼 |
| 리오넬 메시         | 바르셀로나    |
| 크리스티아누 호날두 | 레알 마드리드 |

- 감독:  주제프 과르디올라 ( 바르셀로나)

## 2012년 올해의 팀
| 선수                | 소속팀                  |
| ------------------- | ----------------------- |
| 이케르 카시야스     | 레알 마드리드           |
| 세르히오 라모스     | 레알 마드리드           |
| 제라르드 피케       | 바르셀로나              |
| 치아구 시우바       | AC 밀란 / 파리 생제르맹 |
| 필리프 람           | 바이에른 뮌헨           |
| 안드레스 이니에스타 | 바르셀로나              |
| 사비 에르난데스     | 바르셀로나              |
| 안드레아 피를로     | 유벤투스                |
| 메수트 외질         | 레알 마드리드           |
| 리오넬 메시         | 바르셀로나              |
| 크리스티아누 호날두 | 레알 마드리드           |

## 2013년 올해의 팀
| 선수                  | 소속팀                        |
| --------------------- | ----------------------------- |
| 마누엘 노이어         | 바이에른 뮌헨                 |
| 필리프 람             | 바이에른 뮌헨                 |
| 세르히오 라모스       | 레알 마드리드                 |
| 치아구 시우바         | 파리 생제르맹                 |
| 데이비드 알라바       | 바이에른 뮌헨                 |
| 가레스 베일           | 토트넘 홋스퍼 / 레알 마드리드 |
| 마르코 로이스         | 보루시아 도르트문트           |
| 메수트 외질           | 레알 마드리드 / 아스널        |
| 프랑크 리베리         | 바이에른 뮌헨                 |
| 즐라탄 이브라히모비치 | 파리 생제르맹                 |
| 크리스티아누 호날두   | 레알 마드리드                 |

## 2014년 올해의 팀
| 선수                  | 소속팀                              |
| --------------------- | ----------------------------------- |
| 마누엘 노이어         | 바이에른 뮌헨                       |
| 필리프 람             | 바이에른 뮌헨                       |
| 세르히오 라모스       | 레알 마드리드                       |
| 디에고 고딘           | 아틀레티코 마드리드                 |
| 데이비드 알라바       | 바이에른 뮌헨                       |
| 아르연 로번           | 바이에른 뮌헨                       |
| 토니 크로스           | 바이에른 뮌헨 / 레알 마드리드       |
| 앙헬 디 마리아        | 레알 마드리드 / 맨체스터 유나이티드 |
| 리오넬 메시           | 바르셀로나                          |
| 즐라탄 이브라히모비치 | 파리 생제르맹                       |
| 크리스티아누 호날두   | 레알 마드리드                       |

## 2015년 올해의 팀
| 선수                | 소속팀        |
| ------------------- | ------------- |
| 마누엘 노이어       | 바이에른 뮌헨 |
| 다니 아우베스       | 바르셀로나    |
| 세르히오 라모스     | 레알 마드리드 |
| 제라르드 피케       | 바르셀로나    |
| 데이비드 알라바     | 바이에른 뮌헨 |
| 폴 포그바           | 유벤투스      |
| 안드레스 이니에스타 | 바르셀로나    |
| 하메스 로드리게스   | 레알 마드리드 |
| 크리스티아누 호날두 | 레알 마드리드 |
| 리오넬 메시         | 바르셀로나    |
| 네이마르            | 바르셀로나    |

## 2016년 올해의 팀
| 선수                | 소속팀              |
| ------------------- | ------------------- |
| 잔루이지 부폰       | 유벤투스            |
| 제롬 보아텡         | 바이에른 뮌헨       |
| 제라르드 피케       | 바르셀로나          |
| 세르히오 라모스     | 레알 마드리드       |
| 레오나르도 보누치   | 유벤투스            |
| 루카 모드리치       | 레알 마드리드       |
| 토니 크로스         | 레알 마드리드       |
| 안드레스 이니에스타 | 바르셀로나          |
| 리오넬 메시         | 바르셀로나          |
| 앙투안 그리즈만     | 아틀레티코 마드리드 |
| 크리스티아누 호날두 | 레알 마드리드       |

## 2017년 올해의 팀
| 선수                | 소속팀                   |
| ------------------- | ------------------------ |
| 잔루이지 부폰       | 유벤투스                 |
| 다니 아우베스       | 유벤투스 / 파리 생제르맹 |
| 세르히오 라모스     | 레알 마드리드            |
| 조르조 키엘리니     | 유벤투스                 |
| 마르셀루            | 레알 마드리드            |
| 루카 모드리치       | 레알 마드리드            |
| 토니 크로스         | 레알 마드리드            |
| 케빈 더 브라위너    | 맨체스터 시티            |
| 에덴 아자르         | 첼시                     |
| 리오넬 메시         | 바르셀로나               |
| 크리스티아누 호날두 | 레알 마드리드            |

## 2018년 올해의 팀
| 선수                     | 소속팀                   |
| ------------------------ | ------------------------ |
| 마르크안드레 테어 슈테겐 | 바르셀로나               |
| 세르히오 라모스          | 레알 마드리드            |
| 버질 판 데이크           | 리버풀                   |
| 라파엘 바란              | 레알 마드리드            |
| 마르셀루                 | 레알 마드리드            |
| 루카 모드리치            | 레알 마드리드            |
| 은골로 캉테              | 첼시                     |
| 에덴 아자르              | 첼시                     |
| 킬리안 음바페            | 파리 생제르맹            |
| 리오넬 메시              | 바르셀로나               |
| 크리스티아누 호날두      | 레알 마드리드 / 유벤투스 |

## 2019년 올해의 팀
| 선수                  | 소속팀              |
| --------------------- | ------------------- |
| 알리송                | 리버풀              |
| 트렌트 알렉산더아널드 | 리버풀              |
| 마티아스 더 리트      | 아약스 / 유벤투스   |
| 버질 판 데이크        | 리버풀              |
| 앤드루 로버트슨       | 리버풀              |
| 프렝키 더 용          | 아약스 / 바르셀로나 |
| 케빈 더 브라위너      | 맨체스터 시티       |
| 로베르트 레반도프스키 | 바이에른 뮌헨       |
| 리오넬 메시           | 바르셀로나          |
| 크리스티아누 호날두   | 유벤투스            |
| 사디오 마네           | 리버풀              |

## 2020년 올해의 팀
| 선수                  | 소속팀                 |
| --------------------- | ---------------------- |
| 마누엘 노이어         | 바이에른 뮌헨          |
| 요주아 키미히         | 바이에른 뮌헨          |
| 세르히오 라모스       | 레알 마드리드          |
| 버질 판 데이크        | 리버풀                 |
| 알폰소 데이비스       | 바이에른 뮌헨          |
| 티아고 알칸타라       | 바이에른 뮌헨 / 리버풀 |
| 케빈 더 브라위너      | 맨체스터 시티          |
| 리오넬 메시           | 바르셀로나             |
| 크리스티아누 호날두   | 유벤투스               |
| 로베르트 레반도프스키 | 바이에른 뮌헨          |
| 네이마르              | 파리 생제르맹          |

## 같이 보기
- UEFA 올해의 선수
- UEFA 클럽 풋볼 어워드
- UEFA 올해의 클럽 축구 선수